# Protium guianense
Protium guianense is een plantensoort uit de familie Burseraceae. Het is een kleine boom die tot 6 meter hoog wordt. Sommige exemplaren kunnen een groeihoogte tot 10 meter bereiken. De boom bevat een aromatische balsemhars. De soort staat op de Rode Lijst van de IUCN geklasseerd als 'niet bedreigd'.
De soort komt voor van het bij de Caraïben behorende eiland Saint Vincent tot in tropisch Zuid-Amerika. Hij groeit daar in regenwouden en savannebossen, vooral langs rivieren op zandgronden.
De boom wordt uit het wild geoogst voor lokaal gebruik als medicijn en vanwege de geurige hars, ook wel Elemi van Guyana genoemd. Deze hars wordt gewonnen uit de binnenbast van de boom. Het sap van de boom heeft een maag zuiverende werking. De hars wordt gebruikt als middel tegen de hoest. Verder wordt er van de hars een alcoholische tinctuur gebruikt om op zweren te doen en om tuberculose en astma te behandelen. 
Verder wordt de geurige hars gebruikt voor het maken van lakken en kerkwierook en als glazuur voor aardewerk. Ook wordt het gebruikt in zalven en parfum. Wanneer de hars verbrand wordt is dit een afweermiddel tegen muggen. De harsachtige bast wordt gebruikt als aanmaakhout om vuur te stoken en als fakkel.